# Rose Bernd (film, 1919)
Pour les articles homonymes, voir Rose Bernd et Rose Bernd (homonymie).
Pour plus de détails, voir Fiche technique et Distribution.
Rose Bernd est un film dramatique muet allemand réalisé par Alfred Halm et sorti en 1919. Le film, dont le scénario est inspiré de la pièce du même nom de Gerhart Hauptmann, met en vedette Henny Porten et Emil Jannings. Henny Porten, qui tient le rôle-titre a été acclamée par la critique pour son rôle.

## Distribution
- Henny Porten : Rose Bernd
- Alexander Wirth : Christoph Flamm
- Emil Jannings : Arthur Streckmann
- Paul Bildt : August Keil
- Ilka Grüning : Frau Flamm
- Werner Krauss : Der alte Bernd
- Rigmore Toersleff : Martelli
- Rudolf Biebrach : Untersuchungsrichter
- Max Maximilian :
- Hilde Müller : l'enfant

## Fiche technique
- Titre original : Rose Bernd
- Titre français : Rose Bernd
- Réalisation : Alfred Halm
- Scénario : Alfred Halm, d'après la pièce de théâtre Rose Bernd de Gerhart Hauptmann
- Photographie : Willy Gaebel
- Montage :
- Musique : Giuseppe Becce (lors de la première mondiale)
- Pays d'origine : République de Weimar
- Langue originale : muet, intertitres en allemand
- Format : noir et blanc
- Genre : dramatique
- Durée : 70 minutes
- Dates de sortie :
  - République de Weimar : 5 octobre 1919